# منجک‌ماهیان
منجک‌ماهیان (نام علمی: Tetrarogidae) نام یک تیره از راسته عقرب‌ماهی‌سانان است.